# Louise de La Vallière
Françoise-Louise de La Baume Le Blanc, duquessa de La Vallière i Vaujours, va ser una noble francesa nascuda el 6 d'agost de 1644 a Tours i morta el 6 de juny de 1710 a París. És coneguda a la història per haver estat una de les amants del rei Louis XIV des de 1661 fins a 1667. Un cop acabada la relació, es va acostar a la religió i va ingressar al Convent de les Carmelites del barri de Saint-Jacques de París, on va fer els vots perpetus el 3 de juny de 1675.

## Biografia

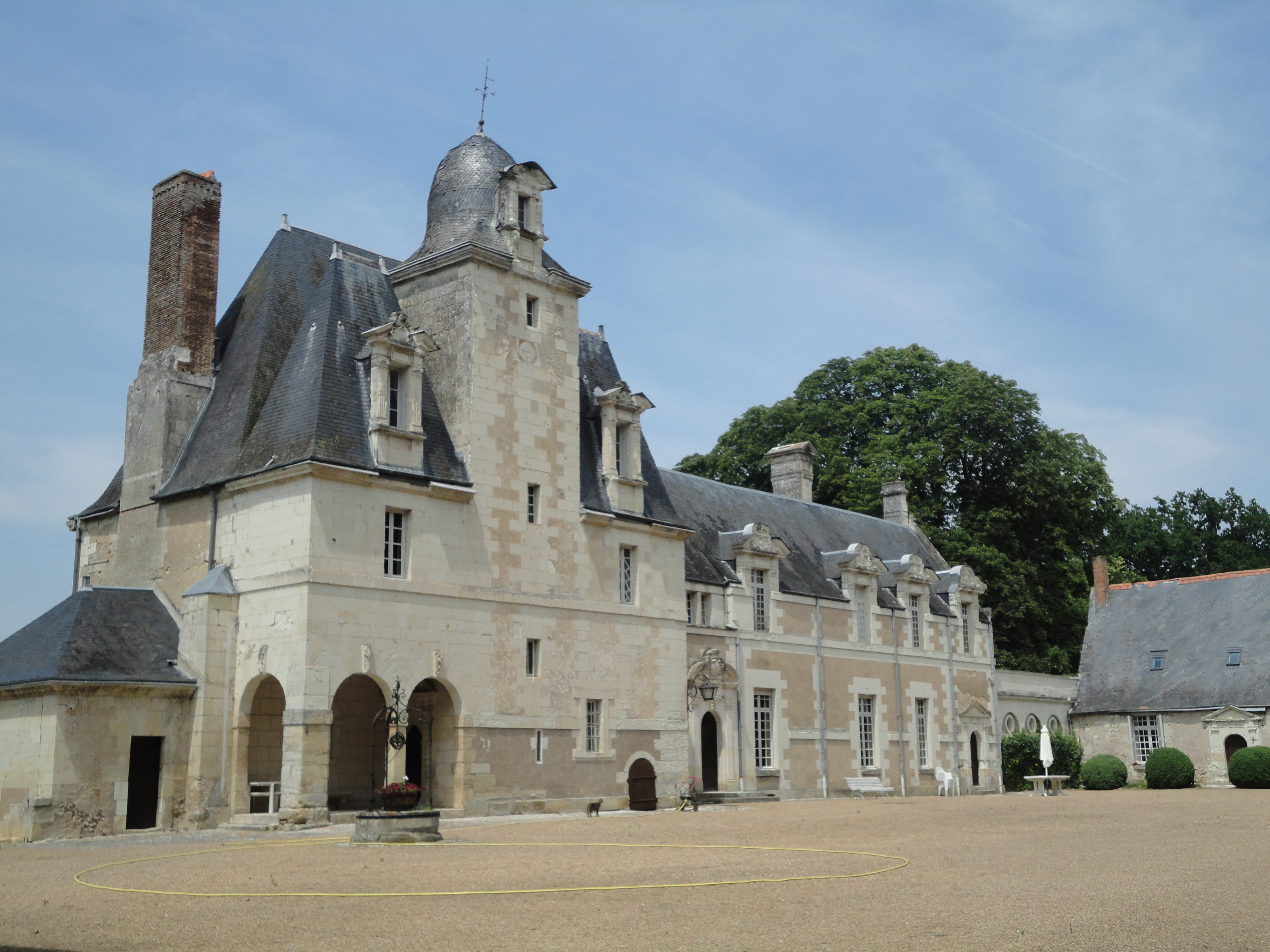
El castell de La Vallière a Reugny

### Família
Françoise-Louise era de família aristocràtica. Va néixer a l'Hôtel de la Crouzille, a Tours. El seu pare, Laurent de La Baume Le Blanc, era governador del castell d'Amboise; la seva mare, Françoise Le Provost, era vídua d'un primer matrimoni amb Pierre-Bernard de Bezay, conseller del Parlament de París. Entre els seus oncles i ties n'hi ha que seguiren la carrera eclesiàsticaː el seu oncle Gilles de La Baume Le Blanc de La Vallière era bisbe de Nantes; l'oncle Jacques era jesuïta; les seves ties Élisabeth i Charlotte eren monges ursulines.

### Primers anys
Louise de La Vallière va passar la primera infància a l'Hôtel de la Crouzille a Tours i al Château de La Vallière, a Reugny, possessions de la seva família. Orientada per les seves ties, estudià gramàtica, lectura, composició i oratòria i mostrà interessos literaris i filosòfics.
De nou vidua, la seva mare es va tornar a casar el 1655 amb Jacques de Courtarvel, cavaller i senyor de Saint-Rémy, primer majordom de la duquessa d'Orléans, Marguerite de Lorraine, esposa de Gaston d'Orléans, germà de Lluís XIII, exiliat a Blois.

### En el seguici de la família reial
Aquest matrimoni va portar la família La Vallière a Blois, i Louise es va convertir en la companya de jocs de les princeses Françoise i Élisabeth, filles de Gaston d'Orléans, amb qui va rebre les lliçons impartides pel capellà de la casa, l'abat de Rancé, teòleg. En ser educada amb princeses, va aprendre a ballar amb gràcia i es va convertir en una hàbil geneta. Va estudiar pintura, música i va continuar els estudis literaris. Després de la mort de Gaston d'Orléans, la seva vídua, Marguerite de Lorraine, va deixar Blois i es va instal·lar amb les seves filles i el seu seguici a París, al Palau de Luxemburg.
El 1661, el germà petit del rei, Philippe d'Orléans, es va casar amb la princesa Henrietta d'Anglaterra, germana del rei Charles II d'Anglaterra, que va haver de construir una llar digna del seu rang. Louise de La Vallière es va convertir en dama d'honor a casa seva.

### Trobada amb el rei
Es diu que una forta amistat entre el rei i la duquessa d'Orleans, la seva cunyada, va portar a la trobada de Louis i Louise de La Vallière.  Aquesta amistat «galant» havia preocupat la reina mare, Anna d'Àustria, però aviat el rei se n'allunyà i s'acostà a Mademoiselle de La Vallière, que François Honorat de Beauvilliers, comte de Saint-Aignan, li havia presentat.

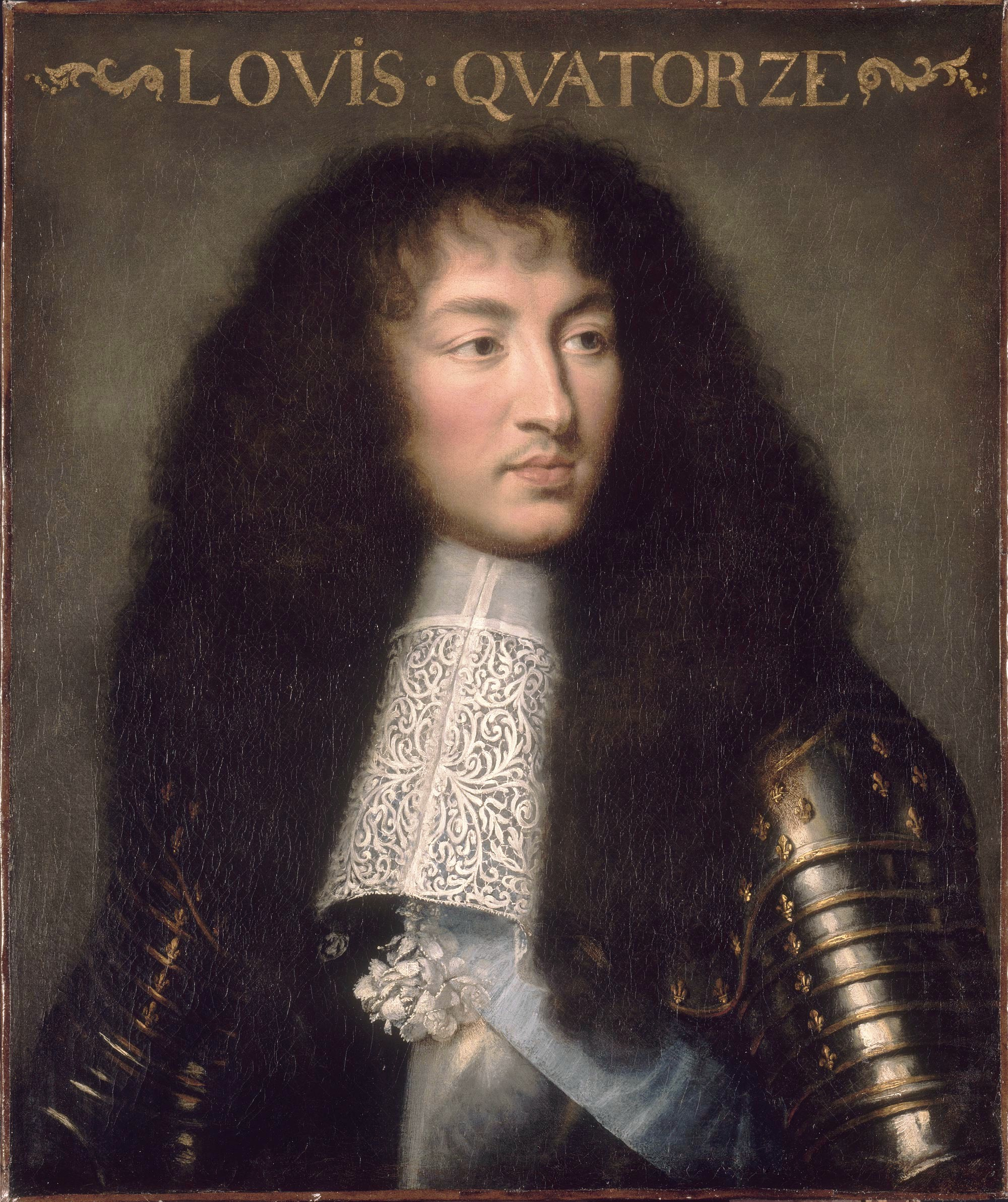
Louis XIV als 22 anys
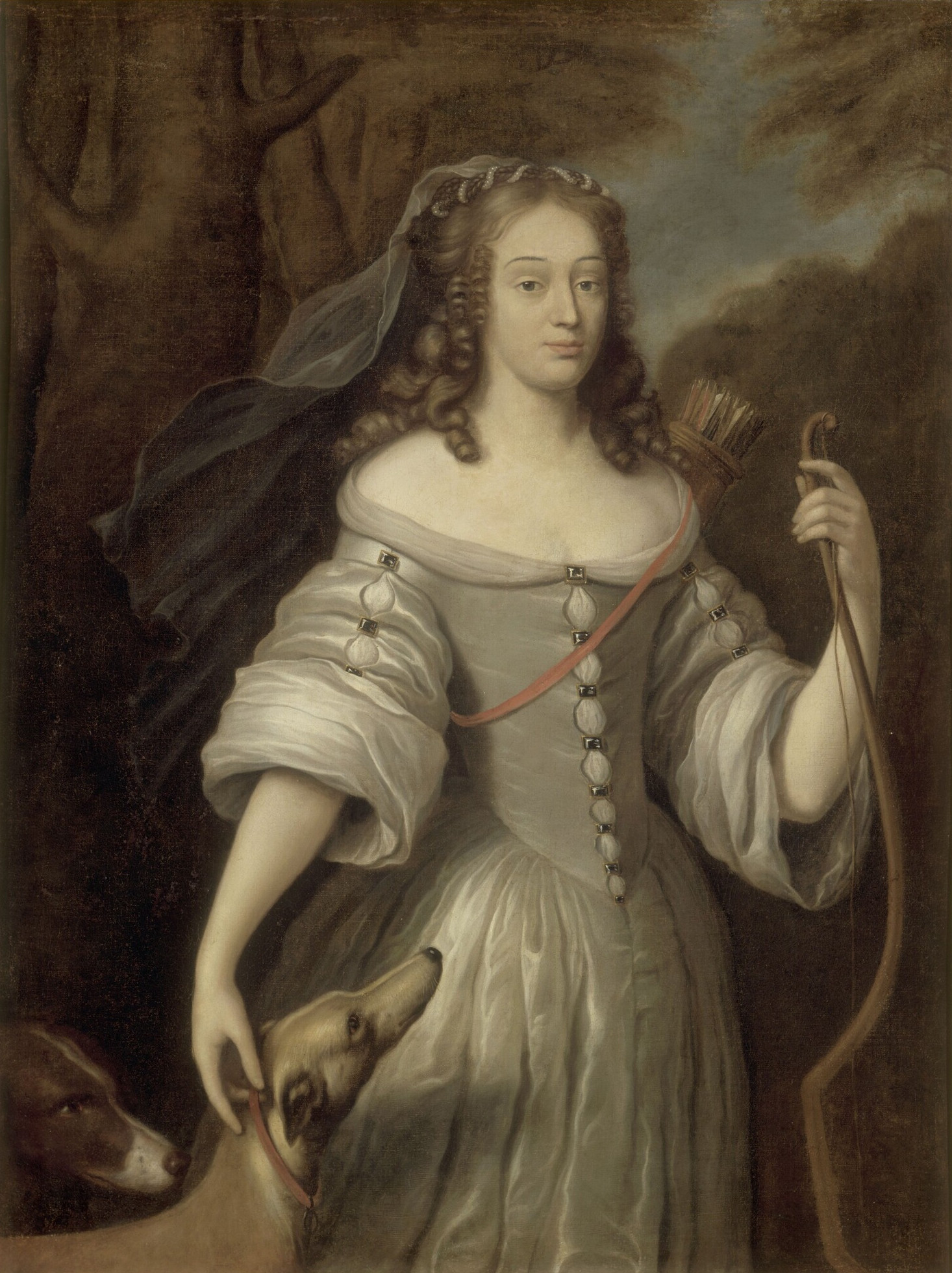
Louise de La Vallière

Algunes fonts indiquen que Louise de La Vallière hauria servit com a «pantalla» per cobrir la història d'amor entre la duquessa d'Orleans i el rei. Louis XIV va caure sota l'encís de Louise, conquistat pel seu gust per la música i el cant, el seu talent com a ballarina i els seus coneixements literaris, i Louise de La Vallière esdevingué l'amant del rei.
Durant els seus anys a la cort, La Vallière va continuar cultivant els interessos artístics i literarisː assistia a les representacions teatrals de Jean Racine i Molière, llegia, seguia cursos de pintura a l'Académie Royale i mostrava interès per les qüestions filosòfiques, de manera que als salons podia debatre amb autoritat i coneixement sobre l'Ètica a Nicòmac, d'Aristòtil, o el Discurs del mètode, de Descartes, per exemple.

### L'amant del rei
El 24 de febrer de 1662, després d'una discussió amb Lluís XIV, Louise de La Vallière va fugir de les Tulleries i es va refugiar en un convent de monges de Chaillot. Allà va ser trobada pel rei que, irat, la va portar de nou a la cort. Aquest incident il·lustra la tumultuosa relació que mantenien. El seu retorn es va negociar amb dificultats, ja que els seus senyors es van mostrar reticents a tornar-la al seu servei. Aquest episodi marca un punt d'inflexió en la vida de Louise, i presagia la seva futura retirada del món.
Per ser considerat amb la seva mare, Anna d'Àustria, el rei va allotjar la seva amant en un petit castell que servia de pavelló de caça, a prop de Saint-Germain-en-Laye, al bosc del poble de Versalles. El 1664, el rei hi va celebrar un esplèndid festival, Els plaers de l'illa encantada, durant el qual Molière va interpretar La Princesse d'Élide, Les Fâcheux [Els empipadors] o Tartuf, i Lully va compondre els ballets. La reina i la reina mare van ser les destinatàries oficials de la celebració, però era a Louise a qui anava dedicada en secret.
Louise també va rebre el terreny de Carrières-Saint-Denis, on va fer construir un castell, els jardins del qual van ser dissenyats per André Le Nôtre.
Després de la mort de la seva mare, l'any 1666, Louis XIV va mostrar públicament la seva relació i va reconèixer els seus fills. La parella va tenir –almenys– cinc fills, dels quals només els dos últims van sobreviure i van ser legitimats:
1. Charles (1663, que va morir jove)[10]
2. Philippe (1665, que va morir jove)[10]
3. Lluís (1665-1666)[11]
4. Marie-Anne, Mademoiselle de Blois (1666-1739), que es va casar amb Louis-Armand Armand I de Borbó-Conti
5. Lluís, comte de Vermandois (1667-1683), amb el càrrec de superintendent de la Marina

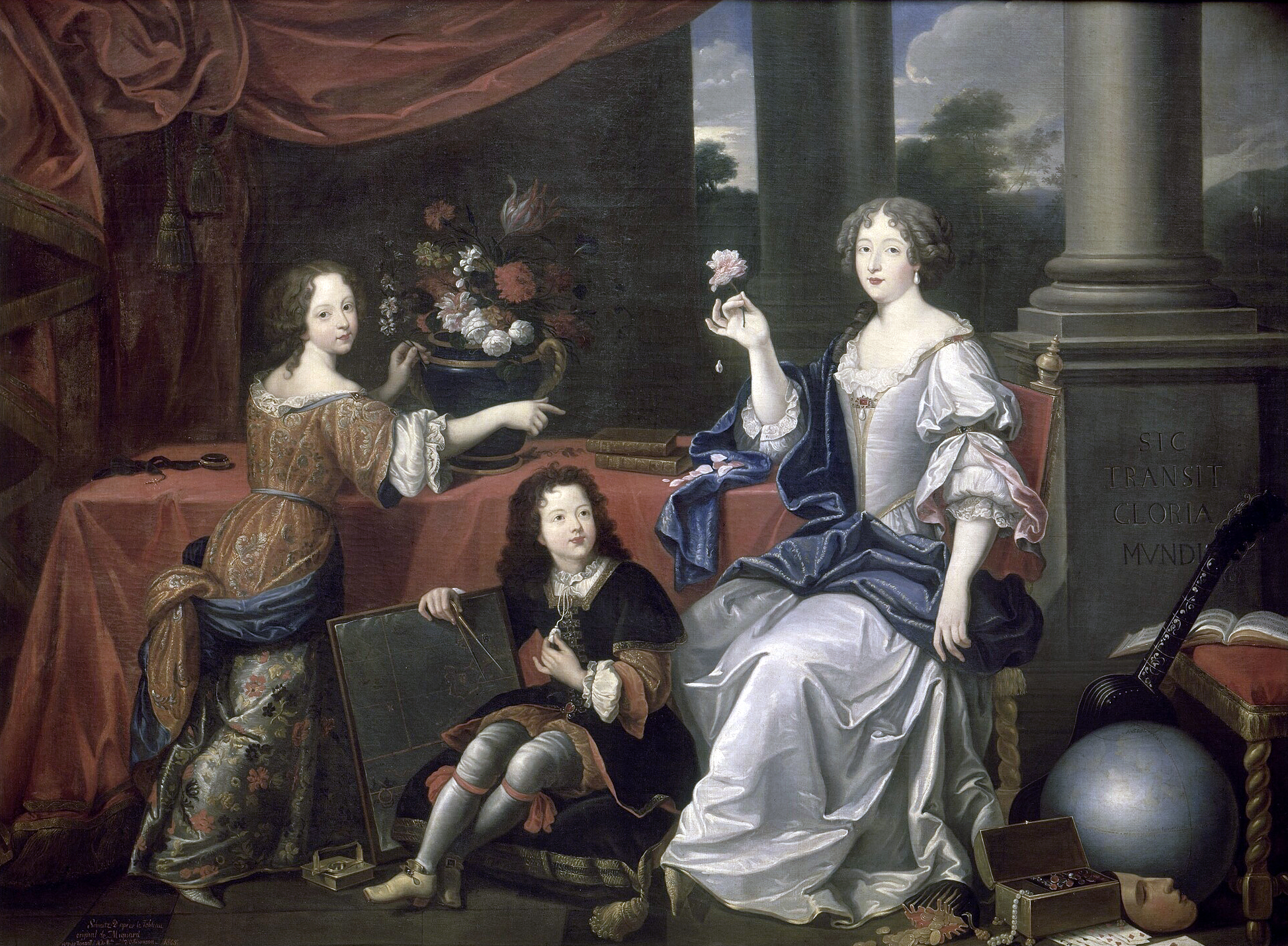
Louise de La Vallière i els seus fills, de Pierre Mignard
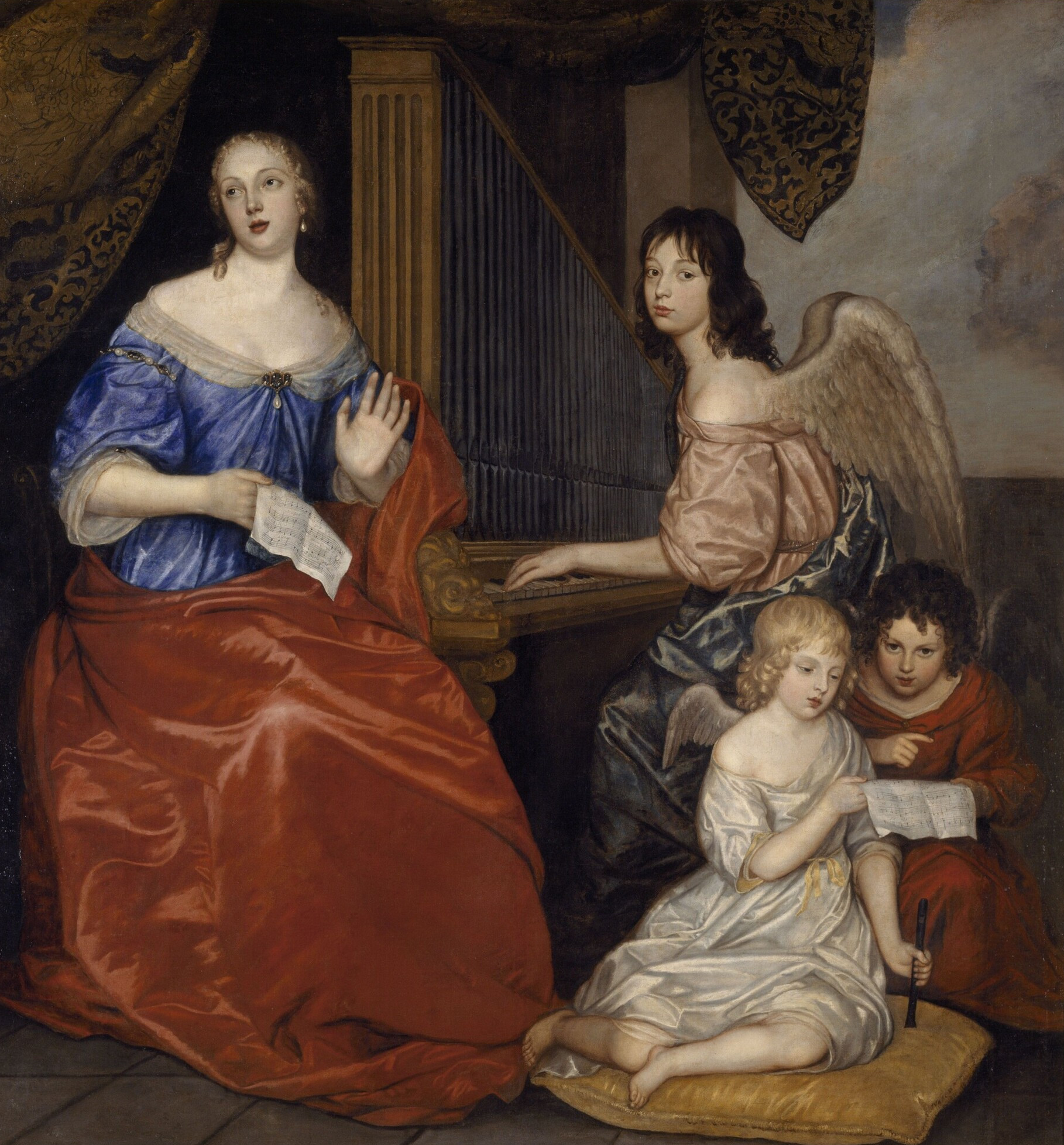
Louise de La Vallière i els seus fills, per Peter Lely, Museu de Belles Arts de Rennes.

### Desgràcia
A la primavera de 1667, la marquesa de Montespan, que s'havia convertit en la dama de companyia de la reina, es va fer amiga de Louise de La Vallière fins al punt d'esdevenir la seva confident. El rei aviat va voler fer-ne la seva amant. Va conferir aleshores a Louise el títol de duquessa de La Vallière i el castell de Vaujours. A ulls de tothom, havia caigut en desgràcia i aquest era el regal de comiat. Louise de La Vallière va escriure el Sonet al rei:
Tout se détruit, tout passe, et le cœur le plus tendre

Ne peut d'un même objet se contenter toujours;

Le passé n'a point eu d'éternelles amours,

Et les siècles suivants n'en doivent point attendre.

La constance a des lois qu'on ne veut point entendre;

Des désirs d'un grand Roi rien n'arrête le cours:

Ce qui plaît aujourd'hui déplaît en peu de jours;

Cette inégalité ne saurait se comprendre.

Louis, tous ces défauts font tort à vos vertus;

Vous m'aimiez autrefois, mais vous ne m'aimez plus.

Mes sentiments, hélas ! diffèrent bien des vôtres.

Amour, à qui je dois et mon mal et mon bien,

Que ne lui donniez-vous un cœur comme le mien

Ou que n'avez-vous fait le mien comme les autres!
Va començar llavors un llarg període de convivència entre les dues favorites. Una vegada més, Louise era una «pantalla» per amagar al públic els amors del rei amb una dona casada i Louise de La Vallière va patir totes les humiliacions que li va infligir el rei amb la nova favorita.

### L'ajut de la religió i la filosofia
L'any 1670, després d'una llarga malaltia que li va fer pressentir la mort –possiblement un avortament involuntari, o potser la verola–, Louise es va adreçar a la religió i la filosofia, i escrigué unes commovedores Reflexions sobre la misericòrdia de Déu, en què observa i deplora les contradiccions i subterfugis de la psique humana. Ella s'hi veu com «una pobra criatura encara lligada a la terra i que només s'arrossega reptant pel camí de la virtut...» Inicialment, va optar per quedar-se en «el món» (a la cort) per enfrontar-se a la prova que per a ella era portar-hi una vida que des d'aleshores seria exemplar, i també, amb l'esperança d'inspirar altres ànimes. Es va aliar aleshores amb el parti dévot, un grup de cortesans pietosos que optaven per una regeneració moral de la cort, va llegir el Camí de Perfecció, de Teresa d'Àvila, i va descobrir la Contrareforma catòlica. El seu amor pel rei, però, encara no havia mort: «No em jacto d'estar morta a les meves passions, mentre les sento reviure amb més força que mai en allò que estimo més que a mi mateixa [el rei]».

### Entrada al Carmel
Per consell del pare Bourdaloue, del mariscal de Bellefonds (primer majordom del rei) i del seu confessor, Bossuet, va decidir abandonar la cort per entrar al molt estricte convent carmelita del faubourg Saint-Jacques. Obligada a demanar permís a Louis XIV per retirar-s'hi, Louise va rebutjar qualsevol proposta d'entrar en un convent menys rigorós. Per dissuadir-la, Madame de Montespan va animar el rei a presentar oficialment la seva filla, Mademoiselle de Blois, a la cort. En donar a la seva filla l'estatus oficial, el rei va pensar que obligaria la duquessa de La Vallière a romandre a Versalles. La nova favorita, que temia l'escàndol, va fer que Louise representés, a través de Françoise d'Aubigné, vídua del poeta Paul Scarron (que després esdevingué Madame de Maintenon), les privacions i el sofriment als quals s'exposaria en entrar a Carmel, així com l'escàndol que una decisió així provocaria inevitablement. Però aquests intents van ser en va. Abans de retirar-se, Louise fins i tot es va interessar a disculpar-se públicament amb la reina Maria Teresa, cosa que va provocar un enrenou.
El juny de 1675 va fer els vots perpetus, prenent el nom de Louise de la Miséricorde. Al convent va rebre diverses visites de la reina, de Bossuet, de la marquesa de Sévigné i de la duquessa d'Orleans, cunyada del rei, a qui havia confiat l'educació del seu fill, el comte de Vermandois.

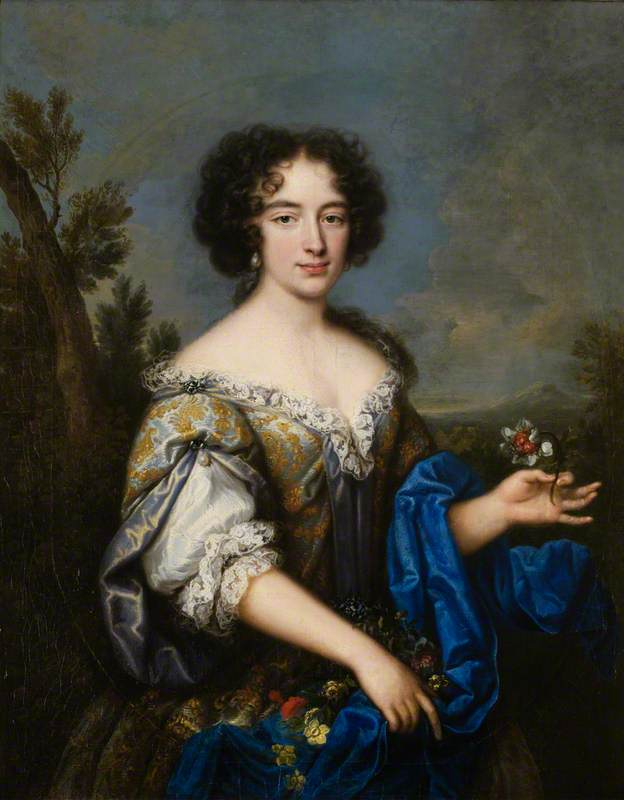
La Duchesse de la Vallière, atribuït a Pierre Mignard, 1650
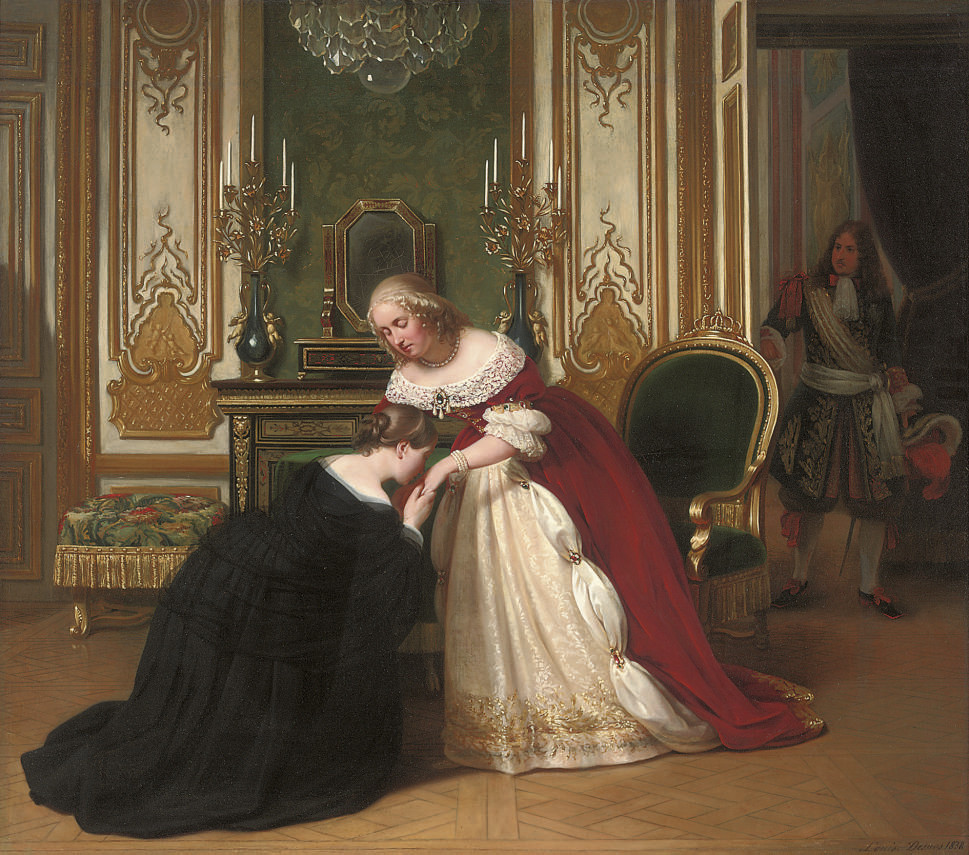
Madame de La Vallière, abans d'entrar al convent, ve a llançar-se als peus de la reina per obtenir el seu perdó. Quadre històric de Louise Adélaïde Desnos, 1838.
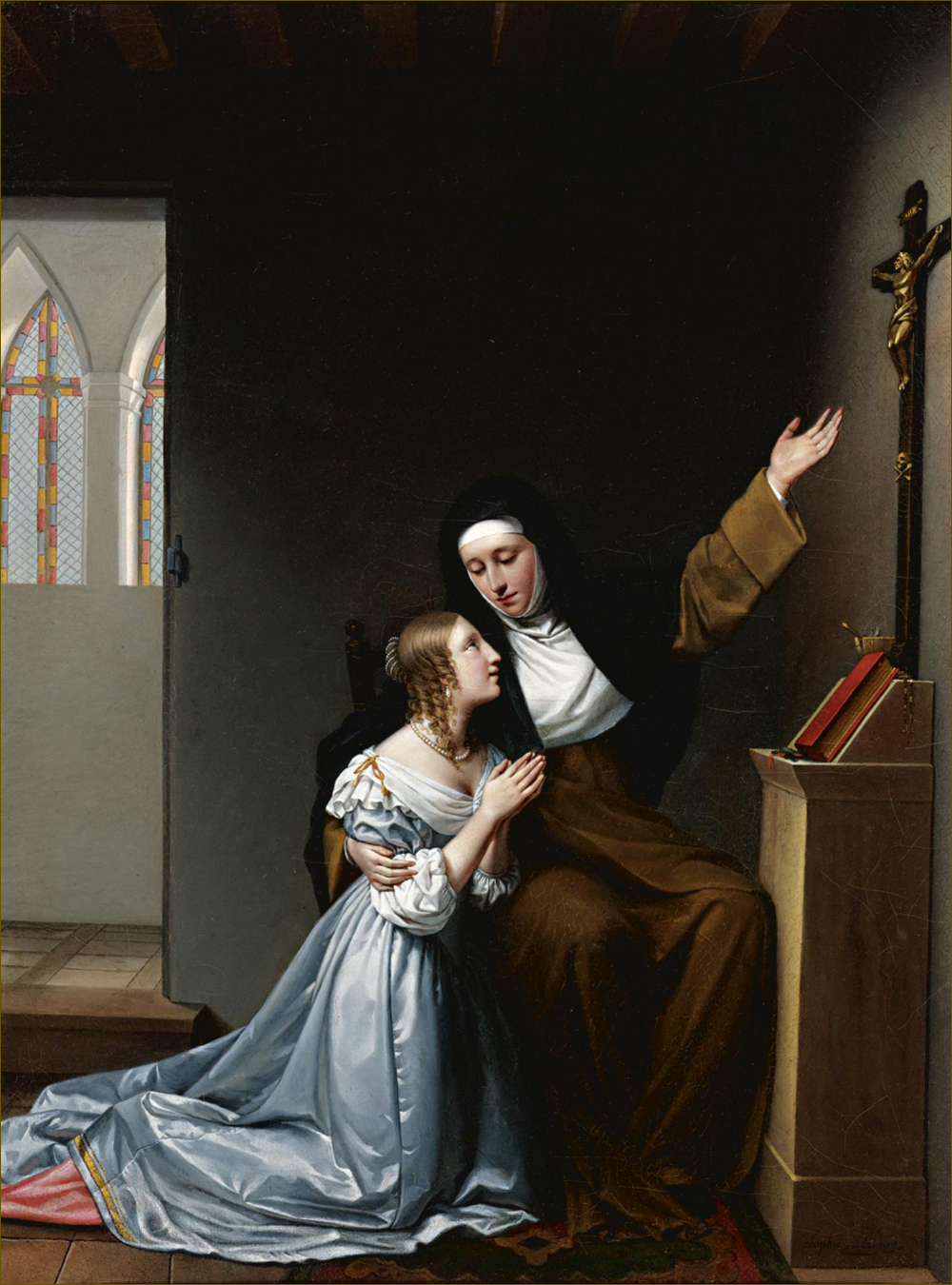
La duquessa de La Vallière al Carmel, donant instruccions de pietat a la seva filla Mademoiselle de Blois. Pintura històrica de Sophie Lemire, 1812.
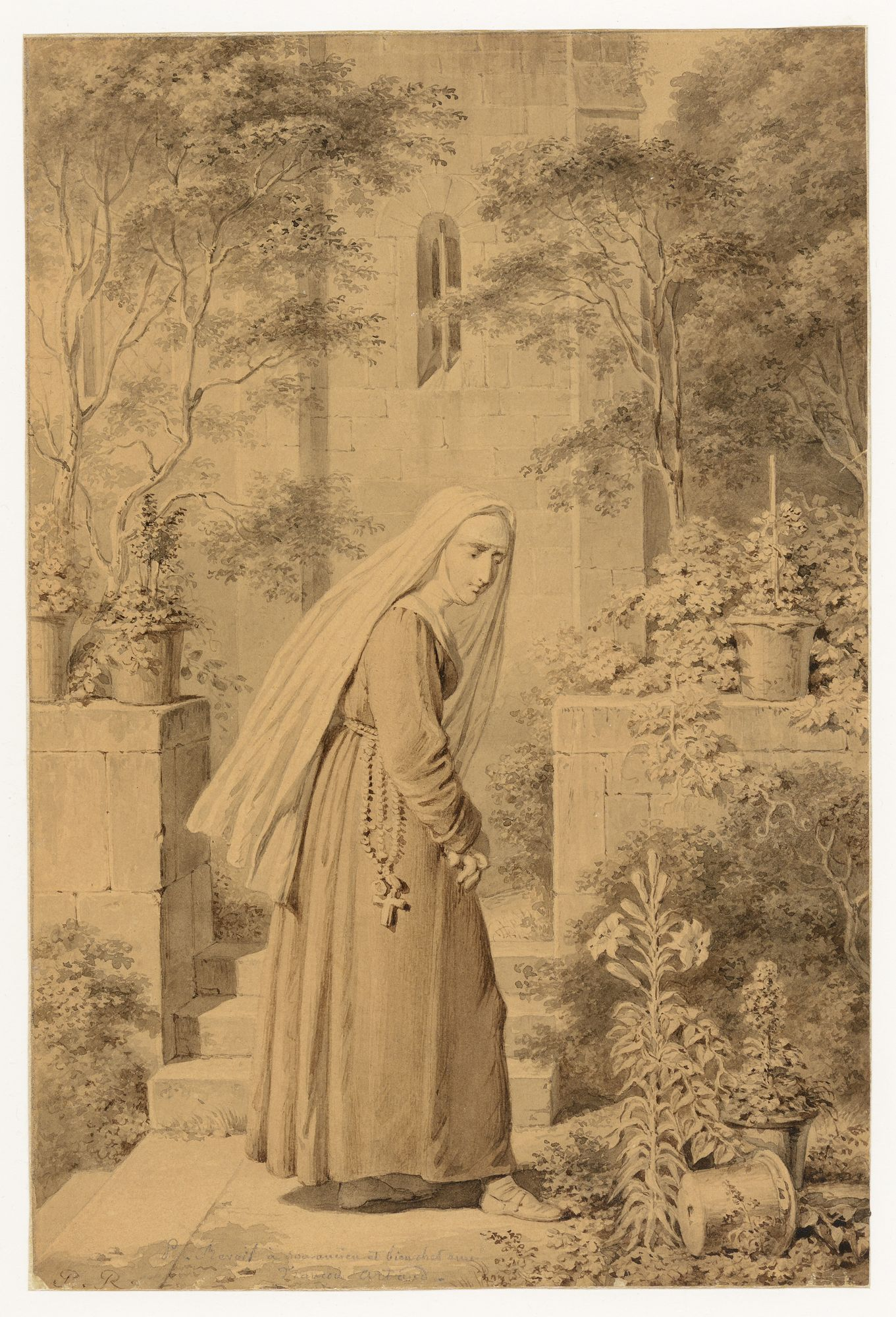
Mademoiselle de La Vallière als Carmelites, per Pierre Révoil, 1 terç del a. XIX, Museu de Belles Arts de Lió.
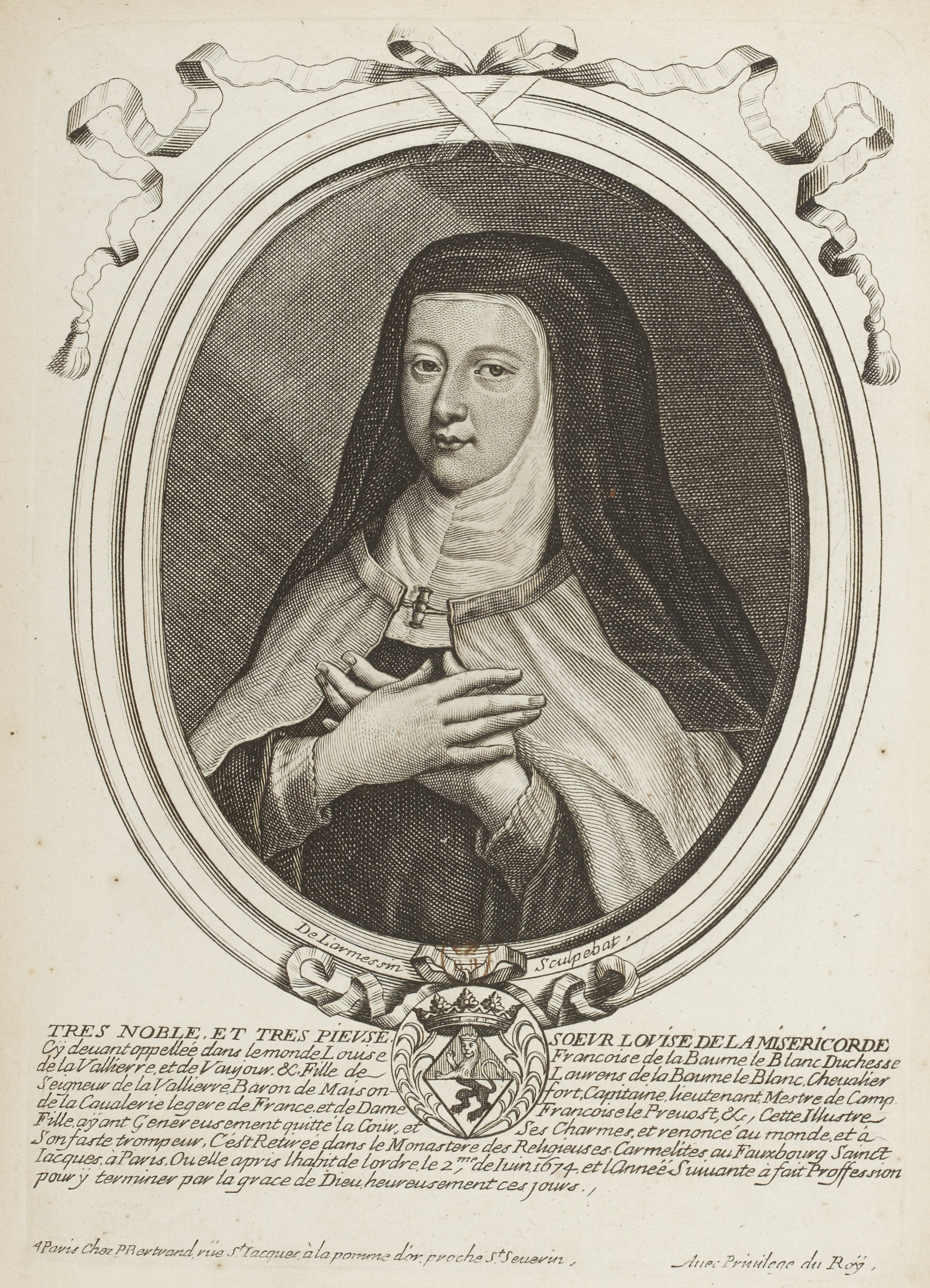
Sor Louise de la Misericòrdia, estampa de Nicolas de Larmessin.

### Mort i homenatges
Va morir al 1710 a l'edat de 65 ans, després de 36 ans de vida religiosa. Va ser enterrada al cementiri del seu convent, lluny del seus dominis, on no hi ha constància que hi hagués tornat mai més.
Saint-Simon escriuː «Va morir […] amb totes les marques de gran santedat». I tambéː «Feliç [el rei] si només hagués tingut amants com Madame de La Vallière...». Sainte-Beuve creu que, de les tres favorites més famoses de Louis XIV, és ella «amb diferència la més interessant, l'única que és realment interessant en si mateixa». Ella simbolitzava l'«amant perfecta», aquella que estima per estimar, sense orgull ni caprici, sense ambició ni vanitat, i la sensibilitat de la qual no amaga la fermesa del cor.

## Posteritat

### Música
- Reynaldo Hahn, La Carmélite (1902), òpera en quatre actes i cinc quadres sobre llibret de Catulle Mendè.[16]

### Literatura
- Alexandre Dumas, El vescomte de Bragelonne (1847), l'última novel·la de la seva trilogia sobre els Mosqueters. En aquesta novel·la, Dumas recorre el naixement de l'amor entre Louise de la Vallière i el rei. Louise de la Vallière està dividida entre el seu amor pel rei i la seva lleialtat al vescomte de Bragelonne, que l'estima des del naixement.
- Sr. Abat Carron. Vida de Mme.de la Vallière (1853).
- Félicité de Genlis, La duquessa de La Vallière (1804), una novel·la històrica d'èxit.
- Anne-Marie Desplat-Duc, Marie-Anne, filla del rei (2009-2014), sèrie de novel·les infantils.
- Noboru Yamaguchi, Zero no tsukaima (2004-), sèrie de novel·les de fantasia i manga.

### Pintura
- Louise Adélaïde Desnos, Madame de La Vallière, abans d'entrar al convent, llançant-se als peus de la reina per obtenir el seu perdó
- Jean-Louis Ducis, litografia Maurin, Madame de La Vallière (segle XIX)
- Peter Lely, Louise de La Vallière i els seus fills
- Pierre Mignard va pintar diversos quadres que representen Louise de La Vallière
- Pierre Révoil va produir un dibuix a ploma, tinta i llapis, Mademoiselle de La Vallière aux Carmélites
- Fleury François Richard, La Vallière Carmelite, Saló de 1806.

### Cinema
- Si Versalles s'expliqués, de Sacha Guitry, amb Gisèle Pascal en el paper de Louise de La Vallière (1954)
- Le Château perdu, de François Chatel, amb Claude Jade en el paper de Louise de La Vallière (1973)

### Peça de roba
Louise de La Vallière hauria portat una corbata de llaç amb un nus gran, fluix i flotant, fet de teixit gris. L'any 1875, el terme La Vallière (o lavallière) es va associar a aquesta llaçada quan els pintors d'aquella època van pintar aquesta peça de roba.

### Enquadernació
El nom de La Vallière es va donar a una enquadernació de color marró clar que tendeix al color de les fulles mortes, anomenada «maroquin lavallière», en memòria de Louis-César de La Baume Le Blanc de La Vallière (1708-1780), famós bibliòfil, nebot de Louise de La Vallière.

### Essència de La Vallière (perfum)
Les olors de roses foren apreciades per La Vallière, cremant encensers al seu convent en record de les olors florals que havia experimentat a la cort. El perfumista Martial havia compost amb motiu de les festes de Versalles anomenades Plaers de l'illa encantada, un perfum «a la duquessa» dedicat a la senyora de la Vallière: cedre, narcís, gessamí.
L'essència de La Vallière no és una essència en el sentit propi sinó un perfum. La seva formulació va aparèixer l'any 1837 a Élisabeth Celnart: destil·lat de flor de taronger, roses de nou moscada, canyella i clau d'olor amb alcohol de gessamí afegit, de color vermell i complementat opcionalment amb essència de llima i essència de Portugal. S'inclou a The New Perfumer's Manual de P. Pradal, Villon (1895, 1930). El Formulari de les principals especialitats de perfumeria, de René Cerbelaud (1920) n'ofereix una versió barrejant olis essencials (absolut de flor de taronger, gessamí, rosa - mesc de Tonkin, Neroli i rosa sintètica, HE de canyella de Ceilan i gerani Bourbon (una gota), essència de llima i de Portugal en alcohol de 90°.

### Jardins
Els jardins de Mademoiselle de La Vallière, també dits Parc del castell o Parc de l'ajuntament, són uns jardins situats a Carrières-sur-Seine, a les Yvelines.